# Тарлоу, Сара
Сара Тарлоу (англ. Sarah Tarlow, род. 1967) — британский археолог. Как профессор исторической археологии в Университете Лестера, Тарлоу наиболее известна своей работой над археологией смерти и погребения. В 2012 году Тарлоу стала заведующей кафедрой археологии в Университете Лестера.

## Биография
Сара Тарлоу родилась в 1967 году. В 1989 году она получила степень бакалавра в Университете Шеффилда, степени MPhil (1990) и доктор философии PhD (1995) в Кембриджском университете. Тарлоу преподавала в Университете Уэльса в Лампетере с 1995 по 2000 год. В 2000 году она стала преподавателем в области исторической археологии в Университете Лестера, а в 2006 году была назначена старшим преподавателем. В 2012 году Тарлоу стала заведующей кафедрой археологии в Университете Лестера.
Исследования Тарлоу фокусируются на исторической археологии Великобритании и Северной Европы. Она опубликовала несколько книг, журналов и отредактировала антологии по археологии смерти и погребения, включая Справочник по археологии смерти и погребения (Oxford Handbooks). Тарлоу также изучает археологию эмоций и проблемы археологической этики.
С 2011 по 2016 год Тарлоу руководила крупномасштабным исследовательским проектом Harnessing the Power of the Criminal Corpse, финансируемым Wellcome Trust. Исследование было сосредоточено на периоде с XVI по XX век; исследовали управление, обращение и использование трупов преступников в Великобритании. Общей целью проекта была проверка и обсуждение «меняющихся представлений о себе и человеке, поскольку они относятся к телу».
Тарлоу является членом редакционного консультативного совета археологического журнала Antiquity.

## Избранные публикации

### Журналы
- Tarlow, Sarah (2016). Curious afterlives: the enduring appeal of the criminal corpse. Mortality (Abingdon, England). 21 (3): 210–228. doi:10.1080/13576275.2016.1181328. PMC 4917903. PMID 27366110..
- Tarlow, Sarah (2014). The Technology of the Gibbet. International Journal of Historical Archaeology[англ.]. 18 (4): 668–699. doi:10.1007/s10761-014-0275-0. PMC 4372825. PMID 25834380.
- Tarlow, Sarah (2000). Emotion in Archaeology. Current Anthropology[англ.]. 41 (5): 713–746. doi:10.1086/317404. S2CID 147669942.
- Tarlow, Sarah (2000). Landscapes of memory: the nineteenth century garden cemetery. European Journal of Archaeology. 3 (2): 217–239. doi:10.1179/eja.2000.3.2.217. S2CID 232175475. Дата обращения: 26 ноября 2018.

### Books
- Tarlow, Sarah. The Archaeology of Loss : life, love and the art of dying. — Picador, 2023. — ISBN 9781529099539..
- Tarlow, Sarah. Harnessing the Power of the Criminal Corpse / Sarah Tarlow, Emma Battell Lowman. — Palgrave MacMillan, 2018.
- Tarlow, Sarah. The Golden and Ghoulish Age of the Gibbet in Britain. — Palgrave MacMillan, 2017.
- Tarlow, Sarah. The Archaeology of Death in Post-medieval Europe. — Sciendo, 2015. — ISBN 978-3110439724.
- Tarlow, Sarah. Ritual, Belief and the Dead in Early Modern Britain and Ireland. — Cambridge University Press, 2013. — ISBN 978-1107667983.
- The Oxford Handbook of the Archaeology of Death and Burial (Oxford Handbooks). — Oxford University Press, 2013. — ISBN 978-0199569069.
- Tarlow, Sarah. The Archaeology of Improvement: Britain 1750–1850. — Cambridge University Press, 2007.
- Tarlow, Sarah. Bereavement and Commemoration, An Archaeology of Mortality. — Wiley-Blackwell, 1999. — ISBN 978-0631206149.
- Tarlow, Sarah. Familiar Past?: Archaeologies of Later Historical Britain / Sarah Tarlow, Susie West. — Routledge, 1999. — ISBN 978-0415188050.